# Géraud VI d'Armagnac
Géraud VI, mort en 1285, est vicomte de Fezensaguet de 1245 à 1285, puis comte d'Armagnac et de Fezensac de 1254 à 1285. Il est le fils de Roger Ier d'Armagnac, vicomte de Fezensaguet, et de Pincelle d’Albret.
En 1246, il conteste la possession de l'Armagnac et du Fézensac à Arnaud Odon (1205-1256), vicomte de Lomagne et d'Auvillars, époux de Mascarose Ire d'Armagnac (morte en 1249), héritière des comtés d'Armagnac et de Fézensac, et père de Mascarose II de Lomagne (morte en 1254). Dans cette guerre, Géraud est soutenu par son suzerain, Raymond VII, comte de Toulouse. Capturé, il est libéré contre une rançon et continue la lutte avec succès. Durant sa captivité, sa mère, Pincelle d’Albret, fait, en son nom, hommage du Fezensaguet à Alphonse de Poitiers, successeur de Raymond VII, pour continuer à bénéficier de son soutien. Ce n'est qu'en 1253, que Gaston, vicomte de Béarn, réussit à réconcilier les adversaires.
En 1254, après la mort sans enfant de Mascarose II de Lomagne, Géraud, son plus proche parent, hérite des comtés d'Armagnac et de Fézensac. 
À la suite de multiples querelles avec le sénéchal du Languedoc, il est capturé et emprisonné deux ans au château de Péronne. Libéré, il se rapproche d'Édouard Ier, roi de l'Angleterre, à qui il prête hommage.
Il épouse Mathe de Béarn (morte après 1317), fille de Gaston, vicomte de Béarn et de Mathe de Matha, vicomtesse de Marsan, qui donne naissance à six enfants :
- Bernard VI, (v.1270-1319), comte d'Armagnac et de Fezensac ;
- Gaston, (v.1275-1320), époux de Valpurge de Rodez et auteur de la branche des vicomtes de Fézensaguet ;
- Roger (mort en 1339), évêque de Lavaur et de Laon ;
- Puelle[2] (morte avant mars 1302), d'abord promise à Hélie, comte de Périgord, comme l'indique une dispense matrimoniale émise par le pape Boniface VIII le 12 mai 1296[3], mais ce projet de mariage est rompu avant novembre 1297, date où le comte Hélie est déjà marié à Brunissende de Foix[4] ; elle épouse (avant juin 1299) le futur Bernard VIII (mort 1336), comte de Comminges, en apportant en dot Monléon de Magnoac[5], mais meurt sans postérité avant mars 1302, puisqu'elle n'apparaît pas à cette date dans le testament de son frère Bernard VI[6] ;
- Mascarose d'Armagnac, épouse d'Arnaud-Guillaume de Fumel, vicomte de Labarthe et d'Aure (citée avec son fils Géraud de Labarthe dans le testament de Bernard VI en 1302) ;
- Mathe d'Armagnac, épouse Bernard Trenqueléon de Lomagne (v.1280-1337), seigneur de Fimarcon.

Certains érudits[Qui ?] ajoutent Eleonore d'Armagnac, dame de Brassac (environ 1285 - ??), femme de Géraud de Galard (environ 1260 - ??), mais les autres - Constance d'Armagnac, dont l'alliance est ignorée[incompréhensible].
Géraud VI est attesté pour la dernière fois dans un acte du 10 juin 1285. Il meurt sans doute peu de temps après, puisque son fils et successeur, Bernard VI, fait hommage au roi d'Angleterre Édouard Ier en 1286 pour ses comtés d'Armagnac et de Fezensac.